# Козики (Підляське воєводство)
Козики (пол. Koziki) — село в Польщі, у гміні Снядово Ломжинського повіту Підляського воєводства.
Населення — 200 осіб (2011).
У 1975-1998 роках село належало до Ломжинського воєводства.

## Демографія
Демографічна структура станом на 31 березня 2011 року:
|          | Загалом | Допрацездатний вік | Працездатний вік | Постпрацездатний вік |
| -------- | ------- | ------------------ | ---------------- | -------------------- |
| Чоловіки | 110     | 18                 | 76               | 16                   |
| Жінки    | 90      | 14                 | 48               | 28                   |
| Разом    | 200     | 32                 | 124              | 44                   |